# 平和橋 (長野県)
平和橋（へいわばし）は、長野県千曲市の千曲川に架かる長野県道340号姨捨停車場線の橋長580.8 m（メートル）の桁橋。

## 概要
付近の川幅の広い千曲川を渡っている。連続桁を採用し、走行性、騒音・振動の減少を図っている。
- 形式 - 鋼4径間連続鈑桁1連+鋼3径間連続鈑桁3連
- 橋長 - 580.800 m
- 橋格 - 1等橋 (TL-20)
  - 支間割 - 3×28.800 m + 3× ( 3×51.300 m )
- 幅員
  - 総幅員 - 12.800 m
  - 有効幅員 - 12.000 m
  - 車道 - 7.000 m
  - 歩道 - 両側2.000 m
- 床版 - 鉄筋コンクリート
- 総鋼重 - 1,584.917 t
- 施工 - 川崎重工業・櫻田機械工業[注釈 1]・日本車輌製造・松尾橋梁[注釈 2]・宮地鐵工所[注釈 3]
- 架設工法 - 自走クレーン・ベント工法

## 歴史
かつてこの地には現在の平和橋の100 mほど下流側に左岸の武水別神社にゆかりのある向八幡の渡しがあった。1742年（寛永2年）に全長7尺3寸（約13.5 m）、幅約1.71 mの渡し船を新造した記録があり、以後1756年（宝暦6年）・1772年（明和9年）・1789年（寛政元年）・1831年（天保2年）・1843年（天保14年）に造船修理などの記録が残されている。
1879年（明治12年）には既に舟橋が架橋されていた。これは橋長54 m、幅員7 mで7艘の舟を繋いでいた。
千曲川の低水敷部に木造の潜水橋が1925年（大正14年）に架橋された。しかし、架橋技術が未熟なため頻繁に流失を繰り返した。
1951年（昭和26年）6月に自動車の交通はできなかったが橋長166.5 m、幅員1.8 mのそれまでより本格的な木橋が更級郡八幡村、桑原村、更級村、埴科郡杭瀬下村、埴生町、五加村、戸倉町の7町村からなる道路組合により架橋された。この橋はサンフランシスコ平和条約にちなみ平和橋と命名された。これも低水敷に架かる潜水橋であり、主桁が鉄線で連絡されていたため洪水時には橋が中央部で2つに分かれ両岸で繋留されていた。かつては水位上昇前に水防団により床版を撤去していたが、危険を伴うことから1965年（昭和40年）頃を境に中止された。この木橋も流失と架橋を繰り返したが最終的に新橋開通を控えた1985年（昭和60年）7月に流失した。
平和橋の完成まで更埴市には、東西に架かる自動車交通可能な橋が本橋の下流にある千曲橋のみで交通流の増大が著しく、ラッシュ時の交通渋滞のため機能不全を起こしていたことから永久橋架設が決まり、1973年（昭和48年）の計画から12年の歳月を経て1985年（昭和60年）7月に新橋が開通した。